# Manuel Milà i Fontanals

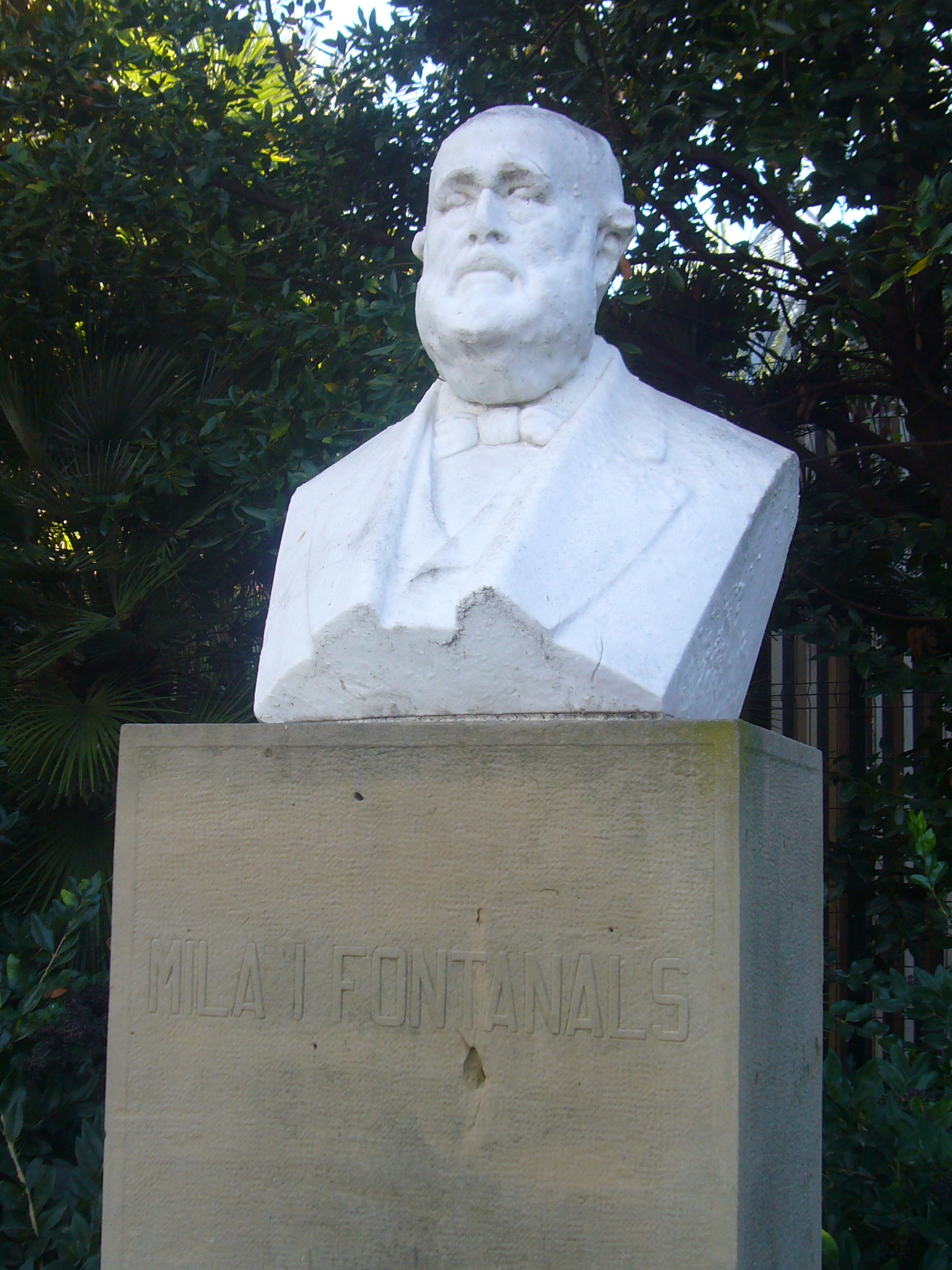
Manuel Milà i Fontanals

Manuel Milà i Fontanals (* 4. Mai 1818 in Vilafranca del Penedès; † 16. Juli 1884 ebenda) war ein spanischer Romanist, Katalanist und Hispanist katalanischer Herkunft.

## Leben und Werk
Milà wuchs ab 1826 in Barcelona auf. Er studierte in Cervera (wohin die Universität Barcelona ausgezogen war) und ab 1842 (nach Rückkehr der Universität) in Barcelona (1939 auch in Paris). In Barcelona wurde er 1845 promoviert und besetzte ab 1847 den Lehrstuhl für allgemeine und spanische Literatur.
Milà gilt als der Begründer der katalanischen Romanistik. Zu seinen Schülern zählten Marcelino Menéndez Pelayo, sein Nachfolger Antoni Rubió i Lluch, sowie die Dichter Miquel Costa i Llobera und Joan Maragall. Eine neue Gesamtausgabe seiner Werke ist in Arbeit.

## Werke

### Frühwerke
- Algunos estudios literarios, Barcelona 1838
- Compendio del arte poética, Barcelona 1844
- Manual de retórica y poética, Barcelona 1848
- Manual de historia antigua, Barcelona 1849
- Manual de historia de la Edad Media, Barcelona 1849

### Werke der Reifezeit
- Observaciones sobre la poesía popular, con muestras de romances catalanes inéditos, Barcelona 1853, 1959
  - Romancerillo catalán. Canciones tradicionales, Barcelona 1882; Romancer català, 3. Auflage, Barcelona 1995
- Principios de estética, Barcelona 1857 (103 Seiten); Faksimileausgabe: Principios de Estética o de teoría de lo bello, hrsg. von P. Aullón de Haro, Madrid 2013
  - Principios de teoría estética y literaria, Barcelona 1869 (299 Seiten)
  - Principios de literatura general y española, Barcelona 1873 (391 Seiten)
  - Principios de literatura general. Teoría estética y literaria, Barcelona 1884, 1888
  - Estética, Madrid 1916 (203 Seiten)
  - Estética y Teoría literaria, hrsg. von P. Aullón de Haro, Madrid 2002
- De los trovadores en España. Estudio de lengua y poesía provenzal, Barcelona 1861; hrsg. von C. Martínez und F.R. Manrique, Barcelona 1966 (531 Seiten)
- Ressenya històrica i crítica dels antics poetes catalans, Barcelona 1865 (88 Seiten)
  - (mit François Romain Cambouliu) Història de la literatura catalana antiga, Barcelona 1910
- De la poesía heroico-popular castellana, Barcelona 1874, 1959 (479 Seiten)
- Poëtes catalans. Les noves rimades. La codolada, Paris 1876

### Postume Ausgaben
- Obras completas del Doctor D. Manuel Milá y Fontanals, hrsg. von Marcelino Menéndez Pelayo, 8 Bde., Barcelona 1888–1896
  - I. Tratados doctrinales de literatura
  - II. De los trovadores en España
  - III. Estudios sobre historia, lengua y literatura de Cataluña
  - IV-VI. Opúsculos literarios
  - VII. De la poesía heróico-popular castellana
  - VIII. Romancerillo catalán
- Obres catalanes d'en Manuel Milà i Fontanals, Barcelona 1908 (mit Schriftenverzeichnis)
- Projecte de ortografía catalana, hrsg. von Josep Roig i Roqué, Barcelona 1915
- Poesies catalanes, hrsg. von Albert Mestres, Barcelona 2010